# Jaskrawiec murowy

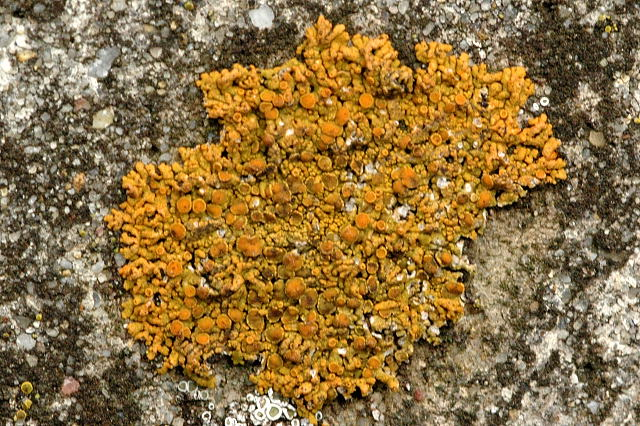

Jaskrawiec murowy (Caloplaca saxicola (Hoffm.) Nordin) – gatunek grzybów z rodziny złotorostowatych (Teloschistaceae). Ze względu na współżycie z glonami zaliczany jest do porostów.  

## Systematyka i nazewnictwo
Pozycja w klasyfikacji według Index Fungorum: Caloplaca, Teloschistaceae, Teloschistales, Lecanoromycetidae, Lecanoromycetes, Pezizomycotina, Ascomycota, Fungi
Po raz pierwszy takson ten zdiagnozował w 1790 r. Hoffmann nadając mu nazwę Psora saxicola. Obecną, uznaną przez Index Fungorum nazwę nadał mu w 1972 r. Nordin, przenosząc go do rodzaju Caloplaca.
Niektóre synonimy naukowe:

- Aglaopisma murorum (Hoffm.) De Not. ex Bagl. 1856
- Amphiloma murorum (Hoffm.) Körb., 1859
- Amphiloma pusillum (A. Massal.) Körb. 1859
- Callopisma murorum (Hoffm.) De Not. 1847
- Gasparrinia pusilla (A. Massal.) Syd. 1887
- Lecanora murorum (Hoffm.) Ach. 1810
- Lichen murorum Hoffm. 1784
- Parmelia murorum (Hoffm.) Ach. 1803
- Placodium pusillum (A. Massal.) Anzi 1860
- Psora saxicola Hoffm. 1790
- Xanthoria murorum (Hoffm.) Th. Fr. 1861

Nazwa polska według Krytycznej listy porostów i grzybów naporostowych Polski.

## Morfologia
Plecha skorupiasta z glonami protokokkoidalnymi, tworząca rozetki o średnicy do 1,5 (2) cm. Rozetki występują pojedynczo lub łączą się w większe grupy. Nie tworzy przedplesza, na obwodzie rozetki plecha nagle kończy się płaskimi lub nieco wypukłymi odcinkami. Mają długość 1–2 mm, szerokość ok. 1 mm, ściśle przylegają do siebie i są głęboko wcinane. Zewnętrzna powierzchnia jest barwy od żółtej poprzez pomarańczową i czerwoną do brunatnożółtej. W środkowej części rozetka jest brodawkowana lub podzielona na areolki.
Kora plechy ma grubość 15–50 μm, rdzeń jest prosoplektenchymatyczny i bez granulek. Epiphymenium ma złoty kolor. Reakcje barwne: apotecja K+ czerwony, H –, 10% N –, CN –, C –, rdzeń K + czerwony, H, 10% N –, CN –.
Tworzy owocniki typu apotecjum lekanorowego o średnicy 0,5–1 mm i tarczkach płaskich lub wypukłych. Ich brzeżek plechowy początkowo jest dobrze widoczny, gdyż jest wzniesiony, później zrównuje się z tarczką apotecjum i zanika. Hymenium  jest bezbarwne. Znajdują się w nim 2-3- komórkowe wstawki o wysokości 70–85 μm i zakończeniach niepogrubionych i niepodzielonych. Hypotecjum jest bezbarwne. W jednym worku powstaje po 8 dwukomórkowych askospor. Są dwubiegunowe, bezbarwne i mają rozmiar 11–14 × 5,5–7 μm. Ich czołowe ściany są cienkie. Przegroda ma grubość 0,2–0,6 μm i kanalik w środku. W plesze występują całkowicie zagłębione pyknidia z pomarańczowymi ostiolami.

## Występowanie i siedlisko
Jest szeroko rozprzestrzeniony. Najwięcej jego stanowisk podano w Ameryce Północnej i Europie, ale poza Afryką występuje także na wszystkich pozostałych kontynentach (również na Antarktydzie). W Polsce jest to gatunek pospolity. Rośnie w dobrze oświetlonych miejscach na wapieniach, betonie, cemencie, cegłach i innych podobnych podłożach. Często występuje razem z jaskrawcem zwodniczym (Caloplaca decipiens).